# Rock in Rio Febras
Rock in Rio Febras, oficialmente Festival de Rock que acontece perto do Rio Febras é um festival de Verão que ocorre na freguesia de São Salvador de Briteiros, concelho de Guimarães, Portugal, desde 2022. O Festival ganhou notoriedade após ser notificado pelo Rock in Rio Lisboa para mudarem de nome pela semelhança de nomes. No primeiro festival, participaram 1500 pessoas, enquanto que na segunda foram mais de 4000 pessoas, incluindo vindos do Senegal, Cazaquistão e País de Gales.
As receitas do festival revertem para a Casa do Povo de Briteiros, Instituição Particular de Solidariedade Social e organizadora do evento. O terreno, campos agrícolas, onde se realiza o evento foi cedido por moradores de Briteiros para o festival e fica localizado na margem do Rio Febras.
O programa consiste maioritariamente de bandas de rock e DJ's do concelho de Guimarães.